# Hulme Arch Bridge
Hulme Arch Bridge è un ponte stradale situato a Hulme, una zona di Manchester, in Inghilterra. La costruzione del ponte faceva parte del piano di riqualificazione del distretto di Hulme. Precedentemente nella stessa posizione vi era una passerella pedonale.
Il complesso è costituito da un ponte sostenuto da cavi collegate a un singolo arco che attraversa e sovrasta il ponte stesso in diagonale. Il progetto è stato scelto nel giugno 1995, con la costruzione avvenuta tra maggio 1996 e aprile 1997. È stato inaugurato il 10 maggio 1997 da Alex Ferguson.

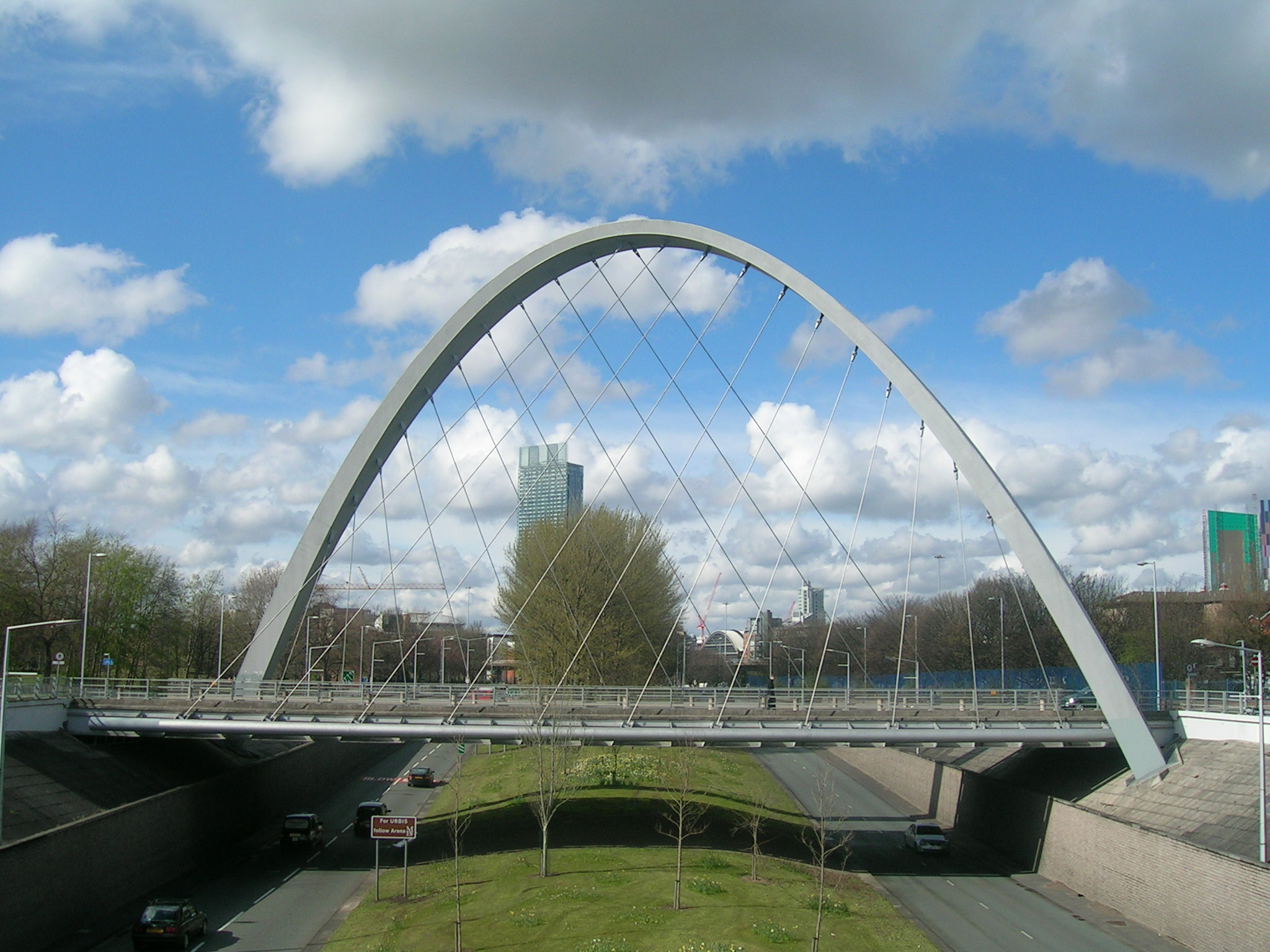
Veduta dell'Hulme Arch